# 우이칠로포치틀리
우이칠로포치틀리(고대 나와틀어: Huītzilōpōchtli [wiːt͡siloːˈpoːt͡ʃt͡ɬi])는 아즈텍 신화의 전쟁신・태양신이자, 아즈텍 제국의 수도 테노치티틀란의 수호신이며, 제국의 지배민족인 메시카인의 민족신이자 수호신이었다. 패권주의 문명이었던 아즈텍에서 만신전의 모든 신들은 전쟁신의 성격을 가지고 있지만, 우이칠로포치틀리가 개중에서도 가장 주신이었다. 테노치티틀란과 메시카인의 수호신이었기 때문에, 제국이 겪은 모든 승리와 패배는 곧 우이칠로포치틀리의 승리이자 패배였다. 또한 태양신으로서 영원한 밤이 오는 것을 막아주는 존재였으며, 메시카인들은 낮을 유지하기 위해 우이칠로포치틀리에게 대규모 인신공양을 바쳤다. 불뱀[火蛇] 시우코아틀을 무기로 휘둘렀기에 우이칠로포치틀리는 또한 불의 신이기도 했다.
우이칠로포치틀리라는 이름의 정확한 의미에 대해서는 아직도 합의된 정설이 없다. 가장 일반적으로 거론되는 설은 “벌새”를 의미하는 “우이칠린(huītzilin)”과 “왼(손)쪽”을 의미하는 “오포츠틀(ōpōchtli)” 두 어근의 조합으로 읽어 “왼손잡이 벌새” 또는 “왼쪽의 벌새”라고 해석하는 것이다. 아스텍 우주론에서는 남쪽을 왼쪽으로 보았기에 윤문하면 “남쪽의 벌새”가 된다. 하지만 프란세스 카르투넨은 고전 나우아어의 합성어는 대개 핵어말이기 때문에 “벌새의 왼쪽(남쪽)”이라고 번역하는 것이 더 정확하다고 지적한다.
벌새는 아즈텍 문화에서 영적으로 중요한 새였다. 도미니코회 탁발수도사 디에고 두란의 기록에 보면 벌새가 나무 속에서 동면하는 것이 “죽었다가 봄이 되면 다시 살아나는 것”처럼 보였다고 한다.
우이칠로포치틀리는 원래 메시카인 이외의 나우아 제족들 사이에서는 별로 중요하지 않은 신이었다. 그러나 메시카인들이 아즈텍 제국을 세우고, 우에우에 틀라카엘렐친이 종교개혁을 하면서 메시카인의 수호신 우이칠로포치틀리에게 태양신의 속성을 부여해 틀랄록, 케찰코아틀, 테스카틀리포카와 동격 이상의 신으로 끌어올렸다. 원래 나우아족 종교에서 전통적인 태양신은 나나우아친이었는데, 우이칠로포치틀리에게 속성을 빼앗겨 밀려났다. 아즈텍 교리에서 우이칠로포치틀리는 태양신으로서 영원한 밤이 오는 것을 막기 위해 끝없이 투쟁하는 신이었고, 인간들은 이 투쟁을 지원하기 위해 52년마다 희생제물(네슈틀라우알리)을 바쳐 우이칠로포치틀리에게 영양을 공급해야 했다.

## 같이 보기
- 네슈틀라우알리